# 诺曼征服南意大利
诺曼征服南意大利始于公元999年持续至1139年，当时意大利南部许多承认拜占庭帝国宗主权的伦巴第诸国先后被诺曼人击败征服。早起，诺曼人作为伦巴第和拜占庭人的雇佣兵纷纷来到意大利南部，后建立了自己的国家并逐渐统一，1130年鲁杰罗二世就任西西里国王，标志着诺曼人对意大利南部的征服基本完成。
1194年，神圣罗马帝国皇帝亨利六世以为其妻也是鲁杰罗二世的女儿科斯坦察皇后争位为由入侵，西西里王国被其兼并。西西里王室的血脉通过科斯坦察传给了1198年登基的西西里国王费德里科一世，也就是后来的神圣罗马帝国皇帝腓特烈二世。